# Grae-Kliff
Die Grae-Kliff ist ein 1600 m hohes Felsenkliff im Australischen Antarktisterritorium. Als Teil der Lonewolf Nunataks ragt es westlich der Churchill Mountains auf.
Das New Zealand Antarctic Place-Names Committee benannte es 2003 nach einem Schlittenhund, der von 1959 bis 1960 zu einem dreiköpfigen Hundegespann auf der Scott Base gehört hatte.